# Skagerrak

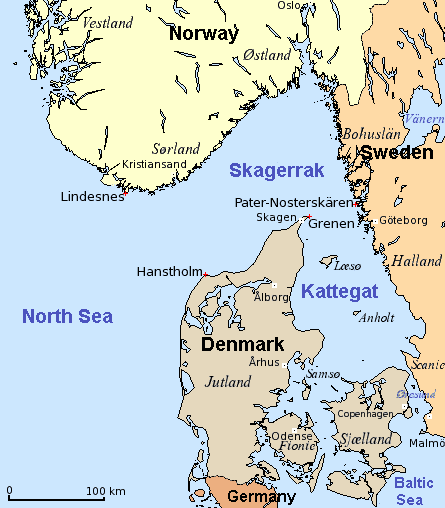
Strâmtorile Skagerrak şi Kattegat

Skagerrak este o strâmtoare localizată între coasta sudică a Norvegiei (regiunea Sørlandet), coasta sud-vestică a Suediei și Peninsula Iutlanda din Danemarca, care, împreună cu strâmtoarea Kattegat din est, face legătură între Marea Nordului și Marea Baltică.

## Geografie
Skagerrak are aproximativ 240 km în lungime, iar lățimea variază între 80 și 140 km.